# Zmartwychwstanie (obraz z kręgu Dirka Boutsa)
Zmartwychwstanie – niewielki obraz pędzla nieznanego mistrza związanego z niderlandzkim malarzem doby późnego gotyku, Dirkiem Boutsem. We wcześniejszej literaturze przedmiotu był przypisywany synowi mistrza – Aelbertowi. Znajduje się w Mauritshuisie w Hadze (Zuid Holland) i jest cennym przykładem ikonografii Zmartwychwstania w malarstwie staroniderlandzkim.

## Wygląd
Obraz Zmartwychwstanie Chrystusa oznacza się syntezą sceny zmartwychwstania z malowniczym otoczeniem, w którym dostrzegalne są dwa pomniejsze epizody, poprzedzający i następujący; po prawej trzy Marie zmierzające do grobu Chrystusa, po lewej zaś Noli me tangere, gdzie Jezus jako ogrodnik objawia się Marii Magdalenie. Stąd też obraz ma charakter narracyjno-symultaniczny. 
Wychodzący z grobu Chrystus namalowany jest niemal całkowicie frontalnie, zajmuje sam środek kompozycji. Ukazany jest w lekkim kontrapoście, ma cechy fizjonomiczne typowe dla jego wizerunków; młodzieńcze rysy twarzy, długie ciemnobrunatne włosy i lekki zarost. Prawą ręka wykonuje gest błogosławieństwa, w lewej trzyma łopoczącą pod wpływem wiatru czerwoną chorągiew z krzyżem na zakończeniu drzewca. Odziany jest w szkarłatny płaszcz, na wysokości klatki piersiowej jest odsłonięty, by uwidocznić przebity włócznią bok. Za Jezusem wznosi się skalisty pagórek - grób, którego wierzchołek i skalne stopnie są pokryte trawą. Odziani w bogato zdobione ornamentami, barwne, kunsztowne, wykwintne stroje czterej strażnicy ogarnięci są szokiem i strachem, co widoczne jest w gestach oraz nienaturalnych i konwulsyjnych wręcz pozach. Ukazany zgodnie z perspektywą powietrzną w rozległej przestrzeni nizinno-górski krajobraz tworzy wraz z oddalonym miastem i wznoszącym się za nim zamkiem na wpół fantastyczną scenerię. Przyrodniczym akcentem są wyrastający na wierzchołku grobu krzew oraz trzy drzewa o prostych. smukłych pniach i skąpo pokrytych liśćmi koronach. Tło tworzy jasnobłękitne niebo, wyżej gwałtownie przechodzące w intensywny odcień lazuru.

## Analiza
Zagadkowa jest funkcja tego niewielkiego obrazu. Badacze przypuszczają, że mógł to być niewielki obraz służący prywatnej dewocji lub fragment większej kompozycji malarskiej (retabulum ołtarzowe). Dzieło to najczęściej jest łączone z Ołtarzem z Echingen – retabulum szafiastym wykonanym dla księżnej Matyldy, wdowy po księciu Ludwiku I Wirtemberskim i arcyksięciu austriackim Albercie VI. Oba dzieła charakteryzują się podobieństwami, głównie w ukazaniu zmartwychwstałego Chrystusa na tle zamkniętego płotem, kolistego w planie ogrodu, pośrodku którego wznosi się skalisty pagórkowaty grób. Kompozycja ta była wzorowana najprawdopodobniej na obrazie Rogiera van der Weyden Złożenie do grobu (Florencja, Uffizi), datowanego po połowie XV wieku. Sam Dirk Bouts podejmował temat Zmartwychwstania, czego przykładem jest datowany na rok około 1455 obraz będący niegdyś kwaterą retabulum ołtarzowego, obecnie prezentowany w Norton Simon Museum w Pasadenie.